# معركة المحبس (1985)
معركة المحبس هي معركة حدثت في 12 يناير 1985 خلال حرب الصحراء، بعدما ميليشيات البوليساريو التي تصنفها المغرب منظمة إرهابية من خلال أسلحة ومعدات ثقيلة (الدبابات وصواريخ أرض جو) اختراق الجدار الرملي الذي تدافع عنه القوات المسلحة الملكية المغربية لكنها فشلت في ذلك بعدما تكبدت خسائر في الأرواح والعتاد رغم الدعم الكبير الذي حصلت عليه من الجزائر كما يؤكد المغرب.

## الموقع
المحبس هي جماعة قروية في دائرة الزاك التابعة لإقليم آسا الزاك في المملكة المغربية. يتبع المحبس مشيخة وحدة ودوارين، وبلغ عدد سكانها 131 فرداً سنة 2004 حسب الإحصاء الرسمي للسكان والسكنى.
تعتبر المحبس إحدى الجماعات القروية المشكّلة لدائرة الزاك، وهو التقسيم الإداري من المستوى الخامس المعتمد في المغرب. تنقسم دائرة الزاك إلى جماعتين قرويتين تختلف من حيث السكان والمساحة، والتي بدورها تنقسم إلى مشيخات تضم عدداً من الدواوير.

## المعركة
تقع مدينة المحبس خلف الجدار الرملي الرابع الذي انتهى المغرب من إنشائه فأجبر قوات البوليساريو في هذه المنطقة على العودة إلى قواعدها الجزائرية وأمام هذا الواقع الجديد حاولت البوليساريو القيام بمحاولة لاختراق الجدار والتقدم نحو المحبس. بحسب بيانات الجيش المغربي فإن ميليشيات البوليساريو تقدمت نحو الجدار عبر ثلاث كتائب آلية على متن سيارات من طراز لاند روفر، وكتيبة واحدة من دبابات تي-55 وكتيبة ميكانيكية على متن مركبة بي إم بي-1.
هاجمت البوليساريو في البداية الكتيبة المغربية المشاركة في بناء الجدار شمال وادي تنوشد على بعد 8 كيلومترات من الحدود الجزائرية. دارت المعركة على مساحة تقدر بحوالي خمسة عشر كيلومتراً من الساعة السابعة صباحاً حتى الرابعة عصراً ثم فشل المهاجمون في الصمود فانسحبوا باتجاه الجزائر الراعي والداعم الأول لقوات البوليساريو التي يصنفها المغرب ميليشيات إرهابية.

## الخسائر
تعرضت طائرة مغربية من طراز ميراج إف 1 للسقوط بصاروخ، وأكد المغرب أن الصاروخ لم يطلق من أرض المعركة ولا من القوات المهاجمة بل من منطقة حدودية في إشارة واضحة إلى الجزائر، وأكد أن خسائر البوليساريو هي 66 مسلحًا و6 دبابات تي-55 و2 بي إم بي-1 و6 مركبات أخرى. اعترفت الرباط كذلك بمقتل 25 جنديا مغربيا وإصابة 48 آخرين.